# أوجوستو باتالا
أوجوستو باتالا (بالإسبانية: Augusto Batalla)‏ (30 أبريل 1996 بهرلينغام، بوينس آيرس في الأرجنتين - ) هو لاعب كرة قدم أرجنتيني في مركز حراسة المرمى. شارك مع منتخب الأرجنتين تحت 17 سنة لكرة القدم ومنتخب الأرجنتين تحت 20 سنة لكرة القدم. أما مع النوادي، فقد لعب مع ريال مدريد وريفر بليت.

## وصلات خارجية
- أوجوستو باتالا على موقع الاتحاد الدولي (مؤرشف)  (الإنجليزية)
- أوجوستو باتالا على موقع قاعدة بيانات كرة القدم.إي يو (الإنجليزية)
- أوجوستو باتالا على موقع Soccerway.com (الإنجليزية)
- أوجوستو باتالا على موقع AS.com (الإسبانية)